# محاربو الحرية
محاربو الحريّة (بالإنجليزية: Freedom Fighters) هي لعبة فيديو ثلاثيّة الأبعاد، تم إصدارها للبلاي ستيشن 2، جيم كيوب، إكس بوكس و لمايكروسوفت ويندوز. تم تطوير اللعبة من قِبل شركة آي أو إنتراكتيف ثم تم نشرُها من قِبل شركة إلكترونيك آرتس.

## القصة
تدور أحداث لعبة "محاربو الحرية" في عالم بديل حيث فاز الاتحاد السوفيتي في الحرب العالمية الثانية بعد إلقائه القنبلة الذرية على برلين. في عام 1976، يغزو السوفيت مدينة نيويورك، وتبدأ القصة مع كريس ستون، سباك أمريكي، الذي ينضم إلى حركة المقاومة لاستعادة المدينة من الاحتلال السوفيتي.

## المبيعات والآراء
على الرغم من أن اللعبة لم تحقق مبيعات ضخمة، إلا أنها نالت إعجابًا نقديًا وجماهيريًا. حصلت على تقييمات إيجابية من مواقع مثل GameSpot وIGN، حيث منحتها GameSpot تقييمًا قدره 9.3 من 10، بينما منحتها IGN تقييمًا قدره 8.4 من 10. كما حصلت على جائزة "أفضل موسيقى تصويرية" من GameSpot في عام 2003.

## وصلات خارجية
- Freedom Fighters على موبي غيمز
- محاربو الحرية على موقع IMDb (الإنجليزية)